# Pehr Sadelin
Pehr Ulrik Ferdinand Sadelin, P.U.F. Sadelin, född 27 januari 1788 i Vasa, död 26 september 1858 i Hammarland, var en finländsk präst och zoolog. 
Sadelin undervisade från 1810 vid Vasa trivialskola, prästvigdes 1819 och blev 1828 kyrkoherde i Hammarland samt 1845 tillförordnad och 1851 ordinarie länsprost på Åland. Han utgav den första allmänna översikten över Finlands fauna (endast ryggradsdjur), Fauna Fennica (två band, 1810–1819). Han blev teologie hedersdoktor 1857.